# Hurdy Gurdy Man
«Hurdy Gurdy Man» es una canción escrita por el cantautor escocés Donovan. Fue grabada en abril de 1968 y publicada al mes siguiente como sencillo. La canción dio nombre al álbum homónimo, lanzado al mercado estadounidense en octubre de ese año. El sencillo alcanzó el número 5 en el Billboard Hot 100 de Estados Unidos y el número 4 en el UK Singles Chart.
Donovan la escribió durante su estancia en Rishikesh (India), donde estudiaba meditación trascendental con The Beatles. La grabación presenta un sonido rock más duro que el material habitual de Donovan, con guitarras distorsionadas y una batería agresiva. También presenta una influencia india con el uso de una tambura, un regalo de George Harrison a Donovan, que también ayudó a escribir la letra. La canción puede haber sido influenciada por Green Circles, una canción psicodélica de 1967 de Small Faces. La similitud está en la melodía del verso descendente, la extraña entrega vocal y el tema de ser visitado por un extraño iluminado. En 2012, Donovan reveló que se había hecho amigo de Small Faces en 1965.
Según algunas fuentes, la canción fue escrita para el grupo Hurdy Gurdy (que incluía al viejo amigo y mentor de guitarra de Donovan, Mac MacLeod), con la intención de que Donovan fuera el productor, pero la colaboración se canceló debido a desacuerdos creativos, lo que llevó a Donovan a grabar la canción él mismo. En el capítulo dedicado a la canción en la autobiografía de Donovan, dice que originalmente quería que la grabara Jimi Hendrix.

## Músicos para la grabación
Existe cierta controversia sobre los músicos que interpretaron la canción. En el folleto que acompañaba al doble CD de Donovan de 1992, Troubadour: The Definitive Collection 1964-1976, Allan Holdsworth y Jimmy Page aparecen como guitarristas eléctricos y John Bonham y Clem Cattini (escrito como "Clem Clatini") como bateristas en la grabación. John Paul Jones, que hizo los arreglos y tocó el bajo en el tema (y también contrató a los músicos de la sesión), dijo por correo electrónico que Clem Cattini tocaba la batería y Alan Parker la guitarra eléctrica. Esta alineación fue confirmada por Cattini. En la autobiografía de Donovan, atribuye a Cattini (escrito como "Catini") y Bonham la batería. En una entrevista publicada alrededor de 2013, se cita a Donovan atribuyendo principalmente a Cattini la batería, pero diciendo que no estaba seguro de si Bonham también estaba involucrado, y dijo que tanto él como Jones atribuyen a Holdsworth la guitarra.
En el sitio web de Jimmy Page, aparece esta canción como una en la que él toca. El ingeniero Eddie Kramer también cita a Jimmy Page como guitarrista en la canción, pero dice que John Bonham no lo hizo. En el documental de Hannes Rossacher de 2008 Sunshine Superman: The Journey of Donovan, Donovan dijo que Page era el guitarrista; también afirmó que la canción marcó el comienzo del sonido de rock celta que llevaría a Page, Jones y Bonham a formar Led Zeppelin poco después. En la autobiografía de Donovan, atribuyó a Page y a "Allen Hollsworth" el mérito de ser los "magos de la guitarra" de la canción. Sin embargo, también dice que "Hollsworth" había tocado con Blue Mink, que era una banda en la que había tocado Alan Parker. En la autobiografía, Donovan dijo que quizá esta sesión inspiró la creación de Led Zeppelin.
La tambura de cuatro cuerdas que Donovan toca en el tema se la había regalado en la India George Harrison, que también le ayudó a escribir la letra. En su autobiografía, Donovan recuerda que empezó a escribir "Hurdy Gurdy Man" con la tambura después de que Harrison hablara de las escalas de sitar que había aprendido de Ravi Shankar. Donovan también dice que con el zumbido de la tambura en la canción había creado el "rock celta".
La sesión fue producida por Mickie Most y grabada por Eddie Kramer. Donovan esperaba originalmente que Jimi Hendrix tocara en la canción, pero no estaba disponible. De hecho, Donovan dijo que quería darle la canción a Hendrix para que la grabara, pero que Mickie Most "enloqueció" cuando escuchó la canción e insistió en que Donovan debía grabarla él mismo como su próximo sencillo.

## Letra y música
La letra cuenta la historia de un narrador sin nombre que recibe en sueños la visita del homónimo "hombre de la zanfona" y de su estrecho colaborador, el "hombre del roly poly", que vienen "cantando canciones de amor". La canción invoca "historias de épocas pasadas" con "sombras no iluminadas proyectadas" y el "llanto de la humanidad" a través de "toda la eternidad", y dice "'es entonces cuando el hombre de la zanfona viene cantando canciones de amor".
Billboard describió la canción como "un tema de ritmo groovy e infeccioso". Cashbox dijo que la "letra presenta un mensaje trascendental de amor y juego de palabras, pero el fondo musical ha pasado del estilo de pequeño combo de jazz de Wear Your Love Like Heaven y Jennifer Juniper a una mezcla fácil de folk + rock eléctrico y sitar".

## Sample
En la canción de Beastie Boys Car Thief, el primer corte de batería se samplea tras la letra "Space cake cookies I discover who I am / I'm a dusted old bummy Hurdy Gurdy man". La hija de Donovan, Ione Skye, estuvo casada con Adam Horovitz, miembro de la banda.

## Uso popular
Hurdy Gurdy Man ha sido usada en diversas ocasiones como parte de bandas sonoras en cine y televisión. En películas, destaca su presencia en Dos tontos muy tontos (1994), Sleepers (1996), L.I.E. (2001), Spun (2002), Ciudad sin ley (2005), El hombre del año (2006), Bobby (2006), Zodiac (2007), Expediente Warren (2013) o American Animals (2018), entre otras.
Así mismo, en series ha sonado en el melodrama alemán Familiengeheimnisse, en Fringe, Brooklyn Nine-Nine, en el piloto de Beyond, Chilling Adventures of Sabrina, Pam & Tommy, Britannia, la adaptación de Mr. Mercedes, Chilling Adventures of Sabrina o Willow.